# Coupe de France de rugby à XIII 1950-1951
Navigation
Édition précédente Édition suivante
La Coupe de France de rugby à XIII 1950-1951 est la 13e édition de la Coupe de France, compétition à élimination directe mettant aux prises des clubs de rugby à XIII amateurs et professionnels affiliés à la Fédération française de jeu à XIII (aujourd'hui Fédération française de rugby à XIII).

## Phase finale
|  | Huitièmes de finale                          | Huitièmes de finale        | Huitièmes de finale                  | Huitièmes de finale        |              |              | Quarts de finale            | Quarts de finale            | Quarts de finale            | Quarts de finale            |  |  | Demi-finales             | Demi-finales             | Demi-finales             | Demi-finales             |  |  | Finale                     | Finale                     | Finale                     | Finale                     |
|  |                                              |                            |                                      |                            |              |              |                             |                             |                             |                             |  |  |                          |                          |                          |                          |  |  |                            |                            |                            |                            |
|  | Le 31 mars 1951 à Toulouse                   | Le 31 mars 1951 à Toulouse | Le 31 mars 1951 à Toulouse           | Le 31 mars 1951 à Toulouse |              |              | Le 8 avril 1951 à Perpignan | Le 8 avril 1951 à Perpignan | Le 8 avril 1951 à Perpignan | Le 8 avril 1951 à Perpignan |  |  | Le 5 mai 1951 à Toulouse | Le 5 mai 1951 à Toulouse | Le 5 mai 1951 à Toulouse | Le 5 mai 1951 à Toulouse |  |  | Le 13 mai 1951 à Marseille | Le 13 mai 1951 à Marseille | Le 13 mai 1951 à Marseille | Le 13 mai 1951 à Marseille |
|  | Carcassonne                                  | Carcassonne                | 8                                    | 8                          |              |              | Le 8 avril 1951 à Perpignan | Le 8 avril 1951 à Perpignan | Le 8 avril 1951 à Perpignan | Le 8 avril 1951 à Perpignan |  |  | Le 5 mai 1951 à Toulouse | Le 5 mai 1951 à Toulouse | Le 5 mai 1951 à Toulouse | Le 5 mai 1951 à Toulouse |  |  | Le 13 mai 1951 à Marseille | Le 13 mai 1951 à Marseille | Le 13 mai 1951 à Marseille | Le 13 mai 1951 à Marseille |
|  | Carcassonne                                  | Carcassonne                | 8                                    | 8                          |              |              | Le 8 avril 1951 à Perpignan | Le 8 avril 1951 à Perpignan | Le 8 avril 1951 à Perpignan | Le 8 avril 1951 à Perpignan |  |  | Le 5 mai 1951 à Toulouse | Le 5 mai 1951 à Toulouse | Le 5 mai 1951 à Toulouse | Le 5 mai 1951 à Toulouse |  |  | Le 13 mai 1951 à Marseille | Le 13 mai 1951 à Marseille | Le 13 mai 1951 à Marseille | Le 13 mai 1951 à Marseille |
|  | Albi                                         | Albi                       | 2                                    | 2                          |              |              | Le 8 avril 1951 à Perpignan | Le 8 avril 1951 à Perpignan | Le 8 avril 1951 à Perpignan | Le 8 avril 1951 à Perpignan |  |  | Le 5 mai 1951 à Toulouse | Le 5 mai 1951 à Toulouse | Le 5 mai 1951 à Toulouse | Le 5 mai 1951 à Toulouse |  |  | Le 13 mai 1951 à Marseille | Le 13 mai 1951 à Marseille | Le 13 mai 1951 à Marseille | Le 13 mai 1951 à Marseille |
|  | Albi                                         | Albi                       | 2                                    | 2                          | Carcassonne  | Carcassonne  | 9                           | 9                           |                             |                             |  |  | Le 5 mai 1951 à Toulouse | Le 5 mai 1951 à Toulouse | Le 5 mai 1951 à Toulouse | Le 5 mai 1951 à Toulouse |  |  | Le 13 mai 1951 à Marseille | Le 13 mai 1951 à Marseille | Le 13 mai 1951 à Marseille | Le 13 mai 1951 à Marseille |
|  | Le 1er avril 1951 à Aix-en-Provence          |                            |                                      |                            | Carcassonne  | Carcassonne  | 9                           | 9                           |                             |                             |  |  | Le 5 mai 1951 à Toulouse | Le 5 mai 1951 à Toulouse | Le 5 mai 1951 à Toulouse | Le 5 mai 1951 à Toulouse |  |  | Le 13 mai 1951 à Marseille | Le 13 mai 1951 à Marseille | Le 13 mai 1951 à Marseille | Le 13 mai 1951 à Marseille |
|  |                                              |                            | Marseille                            | Marseille                  | 0            | 0            |                             |                             |                             |                             |  |  | Le 5 mai 1951 à Toulouse | Le 5 mai 1951 à Toulouse | Le 5 mai 1951 à Toulouse | Le 5 mai 1951 à Toulouse |  |  | Le 13 mai 1951 à Marseille | Le 13 mai 1951 à Marseille | Le 13 mai 1951 à Marseille | Le 13 mai 1951 à Marseille |
|  | Marseille                                    | Marseille                  | Marseille                            | Marseille                  | 0            | 0            | 58                          | 58                          |                             |                             |  |  | Le 5 mai 1951 à Toulouse | Le 5 mai 1951 à Toulouse | Le 5 mai 1951 à Toulouse | Le 5 mai 1951 à Toulouse |  |  | Le 13 mai 1951 à Marseille | Le 13 mai 1951 à Marseille | Le 13 mai 1951 à Marseille | Le 13 mai 1951 à Marseille |
|  | Marseille                                    | Marseille                  | Le 8 avril 1951 à Villeneuve-sur-Lot |                            |              |              | 58                          | 58                          |                             |                             |  |  | Le 5 mai 1951 à Toulouse | Le 5 mai 1951 à Toulouse | Le 5 mai 1951 à Toulouse | Le 5 mai 1951 à Toulouse |  |  | Le 13 mai 1951 à Marseille | Le 13 mai 1951 à Marseille | Le 13 mai 1951 à Marseille | Le 13 mai 1951 à Marseille |
|  | Carcassonne B                                | Carcassonne B              | 21                                   | 21                         |              |              |                             |                             |                             |                             |  |  | Le 5 mai 1951 à Toulouse | Le 5 mai 1951 à Toulouse | Le 5 mai 1951 à Toulouse | Le 5 mai 1951 à Toulouse |  |  | Le 13 mai 1951 à Marseille | Le 13 mai 1951 à Marseille | Le 13 mai 1951 à Marseille | Le 13 mai 1951 à Marseille |
|  | Carcassonne B                                | Carcassonne B              | 21                                   | 21                         | Carcassonne  | Carcassonne  | 20                          | 20                          |                             |                             |  |  |                          |                          |                          |                          |  |  | Le 13 mai 1951 à Marseille | Le 13 mai 1951 à Marseille | Le 13 mai 1951 à Marseille | Le 13 mai 1951 à Marseille |
|  | Le 1er avril 1951 à Albi                     |                            |                                      |                            | Carcassonne  | Carcassonne  | 20                          | 20                          |                             |                             |  |  |                          |                          |                          |                          |  |  | Le 13 mai 1951 à Marseille | Le 13 mai 1951 à Marseille | Le 13 mai 1951 à Marseille | Le 13 mai 1951 à Marseille |
|  |                                              |                            | Libourne                             | Libourne                   | 10           | 10           |                             |                             |                             |                             |  |  |                          |                          |                          |                          |  |  | Le 13 mai 1951 à Marseille | Le 13 mai 1951 à Marseille | Le 13 mai 1951 à Marseille | Le 13 mai 1951 à Marseille |
|  | Libourne                                     | Libourne                   | Libourne                             | Libourne                   | 10           | 10           | 11                          | 11                          |                             |                             |  |  |                          |                          |                          |                          |  |  | Le 13 mai 1951 à Marseille | Le 13 mai 1951 à Marseille | Le 13 mai 1951 à Marseille | Le 13 mai 1951 à Marseille |
|  | Libourne                                     | Libourne                   | Le 6 mai 1951 à Carcassonne          |                            |              |              | 11                          | 11                          |                             |                             |  |  |                          |                          |                          |                          |  |  | Le 13 mai 1951 à Marseille | Le 13 mai 1951 à Marseille | Le 13 mai 1951 à Marseille | Le 13 mai 1951 à Marseille |
|  | Cavaillon                                    | Cavaillon                  | 5                                    | 5                          |              |              |                             |                             |                             |                             |  |  |                          |                          |                          |                          |  |  | Le 13 mai 1951 à Marseille | Le 13 mai 1951 à Marseille | Le 13 mai 1951 à Marseille | Le 13 mai 1951 à Marseille |
|  | Cavaillon                                    | Cavaillon                  | 5                                    | 5                          | Libourne     | Libourne     | 4                           | 4                           |                             |                             |  |  |                          |                          |                          |                          |  |  | Le 13 mai 1951 à Marseille | Le 13 mai 1951 à Marseille | Le 13 mai 1951 à Marseille | Le 13 mai 1951 à Marseille |
|  | Le 1er avril 1951 à Carpentras               |                            |                                      |                            | Libourne     | Libourne     | 4                           | 4                           |                             |                             |  |  |                          |                          |                          |                          |  |  | Le 13 mai 1951 à Marseille | Le 13 mai 1951 à Marseille | Le 13 mai 1951 à Marseille | Le 13 mai 1951 à Marseille |
|  |                                              |                            | Lézignan                             | Lézignan                   | 3            | 3            |                             |                             |                             |                             |  |  |                          |                          |                          |                          |  |  | Le 13 mai 1951 à Marseille | Le 13 mai 1951 à Marseille | Le 13 mai 1951 à Marseille | Le 13 mai 1951 à Marseille |
|  | Lézignan                                     | Lézignan                   | Lézignan                             | Lézignan                   | 3            | 3            | 21                          | 21                          |                             |                             |  |  |                          |                          |                          |                          |  |  | Le 13 mai 1951 à Marseille | Le 13 mai 1951 à Marseille | Le 13 mai 1951 à Marseille | Le 13 mai 1951 à Marseille |
|  | Lézignan                                     | Lézignan                   | Le 8 avril 1951 à Albi               |                            |              |              | 21                          | 21                          |                             |                             |  |  |                          |                          |                          |                          |  |  | Le 13 mai 1951 à Marseille | Le 13 mai 1951 à Marseille | Le 13 mai 1951 à Marseille | Le 13 mai 1951 à Marseille |
|  | Toulon                                       | Toulon                     | 18                                   | 18                         |              |              |                             |                             |                             |                             |  |  |                          |                          |                          |                          |  |  | Le 13 mai 1951 à Marseille | Le 13 mai 1951 à Marseille | Le 13 mai 1951 à Marseille | Le 13 mai 1951 à Marseille |
|  | Toulon                                       | Toulon                     | 18                                   | 18                         | Carcassonne  | Carcassonne  | 22                          | 22                          |                             |                             |  |  |                          |                          |                          |                          |  |  |                            |                            |                            |                            |
|  | Le 1er avril 1951 à Avignon                  |                            |                                      |                            | Carcassonne  | Carcassonne  | 22                          | 22                          |                             |                             |  |  |                          |                          |                          |                          |  |  |                            |                            |                            |                            |
|  |                                              |                            | Lyon                                 | Lyon                       | 10           | 10           |                             |                             |                             |                             |  |  |                          |                          |                          |                          |  |  |                            |                            |                            |                            |
|  | Lyon                                         | Lyon                       | Lyon                                 | Lyon                       | 10           | 10           | 18                          | 18                          |                             |                             |  |  |                          |                          |                          |                          |  |  |                            |                            |                            |                            |
|  | Lyon                                         | Lyon                       |                                      |                            |              |              |                             | 18                          |                             |                             |  |  |                          |                          |                          |                          |  |  |                            |                            |                            |                            |
|  | Avignon                                      | Avignon                    | 5                                    | 5                          |              |              |                             |                             |                             |                             |  |  |                          |                          |                          |                          |  |  |                            |                            |                            |                            |
|  | Avignon                                      | Avignon                    | 5                                    | 5                          | Lyon         | Lyon         | 42                          | 42                          |                             |                             |  |  |                          |                          |                          |                          |  |  |                            |                            |                            |                            |
|  | Le 1er avril 1951 à Villefranche-de-Rouergue |                            |                                      |                            | Lyon         | Lyon         | 42                          | 42                          |                             |                             |  |  |                          |                          |                          |                          |  |  |                            |                            |                            |                            |
|  |                                              |                            | Carpentras                           | Carpentras                 | 0            | 0            |                             |                             |                             |                             |  |  |                          |                          |                          |                          |  |  |                            |                            |                            |                            |
|  | Carpentras                                   | Carpentras                 | Carpentras                           | Carpentras                 | 0            | 0            | 6                           | 6                           |                             |                             |  |  |                          |                          |                          |                          |  |  |                            |                            |                            |                            |
|  | Carpentras                                   | Carpentras                 | Le 8 avril 1951 à Lézignan           |                            |              |              | 6                           | 6                           |                             |                             |  |  |                          |                          |                          |                          |  |  |                            |                            |                            |                            |
|  | Lavardac                                     | Lavardac                   | 5                                    | 5                          |              |              |                             |                             |                             |                             |  |  |                          |                          |                          |                          |  |  |                            |                            |                            |                            |
|  | Lavardac                                     | Lavardac                   | 5                                    | 5                          | Lyon         | Lyon         | 18                          | 18                          |                             |                             |  |  |                          |                          |                          |                          |  |  |                            |                            |                            |                            |
|  | Le 1er avril 1951 à Carcassonne              |                            |                                      |                            | Lyon         | Lyon         | 18                          | 18                          |                             |                             |  |  |                          |                          |                          |                          |  |  |                            |                            |                            |                            |
|  |                                              |                            | XIII Catalan                         | XIII Catalan               | 2            | 2            |                             |                             |                             |                             |  |  |                          |                          |                          |                          |  |  |                            |                            |                            |                            |
|  | XIII Catalan                                 | XIII Catalan               | XIII Catalan                         | XIII Catalan               | 2            | 2            | 13                          | 13                          |                             |                             |  |  |                          |                          |                          |                          |  |  |                            |                            |                            |                            |
|  | XIII Catalan                                 | XIII Catalan               |                                      |                            |              |              |                             | 13                          |                             |                             |  |  |                          |                          |                          |                          |  |  |                            |                            |                            |                            |
|  | Villeneuve-sur-Lot                           | Villeneuve-sur-Lot         | 5                                    | 5                          |              |              |                             |                             |                             |                             |  |  |                          |                          |                          |                          |  |  |                            |                            |                            |                            |
|  | Villeneuve-sur-Lot                           | Villeneuve-sur-Lot         | 5                                    | 5                          | XIII Catalan | XIII Catalan | 15                          | 15                          |                             |                             |  |  |                          |                          |                          |                          |  |  |                            |                            |                            |                            |
|  | Le 1er avril 1951 à Villeneuve-sur-Lot       |                            |                                      |                            | XIII Catalan | XIII Catalan | 15                          | 15                          |                             |                             |  |  |                          |                          |                          |                          |  |  |                            |                            |                            |                            |
|  |                                              |                            | Toulouse                             | Toulouse                   | 0            | 0            |                             |                             |                             |                             |  |  |                          |                          |                          |                          |  |  |                            |                            |                            |                            |
|  | Toulouse                                     | Toulouse                   | Toulouse                             | Toulouse                   | 0            | 0            | 13                          | 13                          |                             |                             |  |  |                          |                          |                          |                          |  |  |                            |                            |                            |                            |
|  | Toulouse                                     | Toulouse                   |                                      |                            |              |              |                             | 13                          |                             |                             |  |  |                          |                          |                          |                          |  |  |                            |                            |                            |                            |
|  | Bordeaux                                     | Bordeaux                   | 8                                    | 8                          |              |              |                             |                             |                             |                             |  |  |                          |                          |                          |                          |  |  |                            |                            |                            |                            |
|  | Bordeaux                                     | Bordeaux                   | 8                                    | 8                          |              |              |                             |                             |                             |                             |  |  |                          |                          |                          |                          |  |  |                            |                            |                            |                            |
|  |                                              |                            |                                      |                            |              |              |                             |                             |                             |                             |  |  |                          |                          |                          |                          |  |  |                            |                            |                            |                            |

## Finale - 13 mai 1951
(mt : ? - ?)
Points marqués :
- Carcassonne :
- Lyon :

Évolution du score :
Arbitre : M. Philips
Spectateurs : 
Composition des équipes :
- Carcassonne : Puig-Aubert (c) - Christian Lasalle, Louis Llari, André Marty, Jean Lassègue- Gilbert Benausse (o), Roger Guilhem (m) - Louis Mazon, Roger Ferrien, Henri Vaslin, Édouard Ponsinet, Germain Calbète, Marcel Gacia - Entraîneur :
- Lyon : René Lhoste - Maurice Voron, Maurice Bellan, Georges Rascol, Antoine Lécuyer - René Duffort (o), Joseph Crespo (m) - Joseph Vanel, Jean Audoubert, Henri Riu, René Lasserre, Élie Brousse, François Montrucolis - Entraîneur : Robert Samatan